# クロメトキシニル
クロメトキシニル（英: Chlomethoxynil）は、ジフェニルエーテル系除草剤の一種である。クロメトキシフェン（英: Chlomethoxyfen）とも表記される。

## 用途
石原産業と日本農薬が共同開発した薬剤で、日本では1973年4月20日に農薬登録を受けた。水田のノビエやマツバイに適用されたが、1997年4月20日に登録が失効した。2,4-ジクロロフェノールなどを原料として製造され、原体の生産量は最盛期の1978年には2360トンであった。商品名には「エックスゴーニ」があった。
作用機序は、他のジフェニルエーテル系除草剤の多くと同様、プロトポルフィリノーゲンオキシダーゼの阻害（HRAC分類 E）によるものと考えられる。